# Епідемія натуральної віспи в Японії (735—737 роки)
Епідемія натуральної віспи в Японії у 735—737 роках (яп. 天平の疫病大流行) — великий спалах натуральної віспи в Японії, що відбувся впродовж 735—737 років у період Нара. Ця епідемія натуральної віспи була першою в Японії та однією з найперших зафіксованих у світовій історії. Під час її загинула щонайменше третина населення Японії того часу. Епідемія мала значні соціальні, економічні та релігійні наслідки для всієї країни.
За кілька десятиліть до епідемії японські чиновники прийняли китайську практику щодо повідомлень про спалахи захворювань серед широких верств населення. Ця практика реєстрації значно полегшила ідентифікацію натуральної віспи як хвороби, від якої постраждала Японія впродовж 735—737 років. Хід епідемії зафіксовано в деяких історичних джерелах, таких як «Зоку Ніхонки» (яп. 『続日本紀』).
Посилення контактів між Японією та материковою частиною Азії призвело до частих і серйозних спалахів інфекційних захворювань. Зафіксовано, що ця епідемія почалася близько 7 серпня 735 року у місті Дадзайфу, на півночі Кюсю, куди хвороба нібито була занесена японським рибалкою, який заразився, як опинився до цього на Корейському півострові. Також є міркування про велику ймовірність того, що посланці Сілли були джерелами зараження.
Того року хвороба швидко поширилася по всій північній частині Кюсю і тривала в наступному році. Багато орендарів земель у Кюсю або загинули, або покинули свої ділянки, що призвело до поганого врожаю сільськогосподарської продукції і голоду. Для вивчення ситуації в 736 році група урядових чиновників Японії пройшла через північ Кюсю, поки епідемія поширювалася. Коли деякі члени групи захворіли і померли, група відмовилася від запланованої місії на Корейський півострів. Повернувшись до столиці захворілими, чиновники нібито поширили епідемію на схід Японії та Нару. Натуральна віспа продовжувала спустошувати Японію в 737 році. Одним із проявів значного впливу епідемії було те, що до серпня 737 року звільнення від оподаткування було поширено на всю країну.
Базуючись на фінансових звітах того часу, смертність дорослих під час епідемії оцінюється у 25–35 % усього населення Японії, а в деяких районах спостерігалися значно вищі показники. Постраждали всі прошарки суспільства. Багато придворних дворян тоді загинуло, включаючи, зокрема, всіх чотирьох братів політично могутнього клану Фудзівара. Раптова смерть братів дозволила відомому їхньому супернику Татібана но Морое обійняти високу офіційну посаду при дворі імператора Сьому.
Епідемія не тільки вбила значну частину населення, але й спричинила значні зрушення, міграцію та дисбаланс робочої сили по всій Японії. Сильно постраждали будівництво та фермерство, особливо вирощування рису. Окрім надання звільнення від сплати податків, влада Японії вжила інші безпрецедентні дії у відповідь на епідемію, щоб допомогти зупинити широкомасштабну міграцію населення та пожвавити сільськогосподарські громади. За кілька років після епідемії японські лідери намагалися стимулювати продуктивність сільського господарства, пропонуючи приватну власність на землю усім бажаючим обробляти сільськогосподарські угіддя.

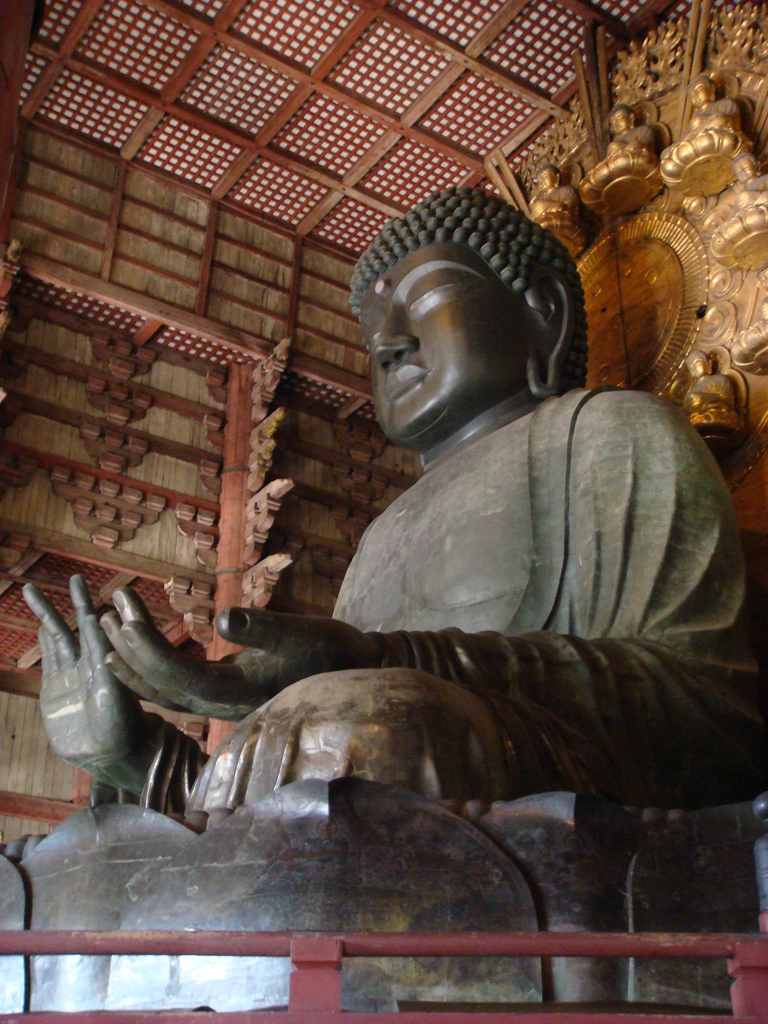
Головна святиня храму Тодай-Дзі статуя Будди Рошани (Великий Будда Нари), що була встановлена в Дайбуцу 752 року за наказом імператора Сьому після епідемії

Також приблизно в цей час імператор Сьому, який відчував свою особисту відповідальність за трагедію, значно збільшив підтримку буддизму, доручивши будівництво головної буддистської святині Японії — великого храму Тодай-Дзі та його Дайбуцу, та надав значну фінансову підтримку для будівництва інших провінційних храмів, статуй і пов'язаних з ними релігійних споруд по всій країні. Як стверджується, вартість однієї лише Дайбуцу майже призвела до банкрутства країни.
Надалі впродовж наступних кількох століть в Японії продовжилися епідемії натуральної віспи. Але на початку II-го тисячоліття хвороба стала ендемічною для японського населення і, відповідно, менш смертельною під час спалахів.
З часів цієї першої епідемії натуральної віспи в Японії практично усі запобіжні заходи були покладені на сім'ї, які мали піклуватися за дітьми усіма способами. У 982 році в японській медичній книзі «Ісіньпу» згадується про ізолятори для хвори на натуральну віспу, за кілька століть до перших європейських закладів такого типу. Там також прописаний «червоний спосіб лікування» натуральної віспи, який ста поширеним у всьому світі до ХХ століття. Ця процедура полягає у носінні червоного одягу та облицюванні кімнати хворого червоним папером.